# Ozan Aksu
Ozan Aksu (* 1991) ist ein deutsch-türkischer Schauspieler und Rapper.

## Leben
Aksu lebt in Berlin-Kreuzberg. Erste Auftritte als Kinderdarsteller hatte er in dem Kurzfilm Underdog (2005) von Şükriye Dönmez, wo er eine Hauptrolle spielte, sowie als Hauptdarsteller in dem auf MTV gespielten Videoclip zu dem deutschen Top-20-Hit Gheddo (2006) von Eko Fresh und Bushido.
Seine erste Kinofilmrolle spielte er in 1. Mai – Das Ende vom Lied, der 2008 auf der Berlinale in der Abteilung „Perspektive Deutsches Kino“ als Eröffnungsfilm gezeigt wurde. 2009 trat er im Tatort: Baum der Erlösung auf. Weiter spielte Aksu in dem Bushido-Film Zeiten ändern dich (2010) in der Rolle als dessen Bruder mit.
Schauspielerfahrung sammelte Aksu auch an Berliner Theatern, so wirkte er unter anderem verschiedentlich an Aufführungen des Hebbel am Ufer (HAU) mit. 2006 engagierte er sich bei dem Berliner Kunstprojekt „Dolmusch X-press“, bei dem unter anderem auch Christoph Schlingensief mitwirkte. Darüber hinaus experimentiert er auch mit neuen künstlerischen Ausdrucksformen; so erhielt er auf dem Berliner HandyFilmFest 2006 den Teilnehmerpreis für seine dreiminütige Handyfilm-Produktion Prinzessin, die zusammen mit den übrigen prämierten Handyfilmen im Internet bei mittendrin.tv von etwa 1,5 Millionen Zuschauern verfolgt wurde. Außerdem wirkte Aksu ebenfalls im 2010 debütierten Film Zeiten Ändern Dich als Halbbruder von Bushido mit.
Als Rapper absolviert Aksu professionelle Auftritte mit einem eigenen Programm.